# Reato putativo
Per reato putativo si intende l'azione di un soggetto posta in essere nell'errata convinzione di commettere un reato (o un reato più grave), ma tale contegno risulta penalmente irrilevante.

## Presupposti
Esso è costituito da una condotta materiale inoffensiva e lecita, e da un elemento soggettivo caratterizzato da un errore di fatto o di diritto.
Questo fenomeno è contemplato, nell'ordinamento giuridico italiano, dall'art. 49, comma I del codice penale (c.p.) e da non confondersi con l'ipotesi di reato impossibile ex art. 49, comma II (per quest'ultimo "il giudice può ordinare che l'imputato prosciolto sia sottoposto a misura di sicurezza").

## Elementi del reato
Stante la necessità che l'elemento soggettivo (mens rea) copra tutti gli elementi costitutivi del reato, possono rilevare gli stati putativi anche per parti singole della fattispecie, comprese le cause di giustificazione.